# Johan Martínez
Johan Andrés Martínez (Turbo, Antioquia, Colombia; 15 de marzo de 2002) es un futbolista colombiano. Juega como volante ofensivo y actualmente milita en el Deportivo Cali de la Categoría Primera A.

## Clubes
| Club                   | País     | Año           |  |
| ---------------------- | -------- | ------------- |  |
| Independiente Medellín | Colombia | 2022-2025     |  |
| Deportivo Cali         | Colombia | 2025-presente |  |